# Mihály Szilágyi

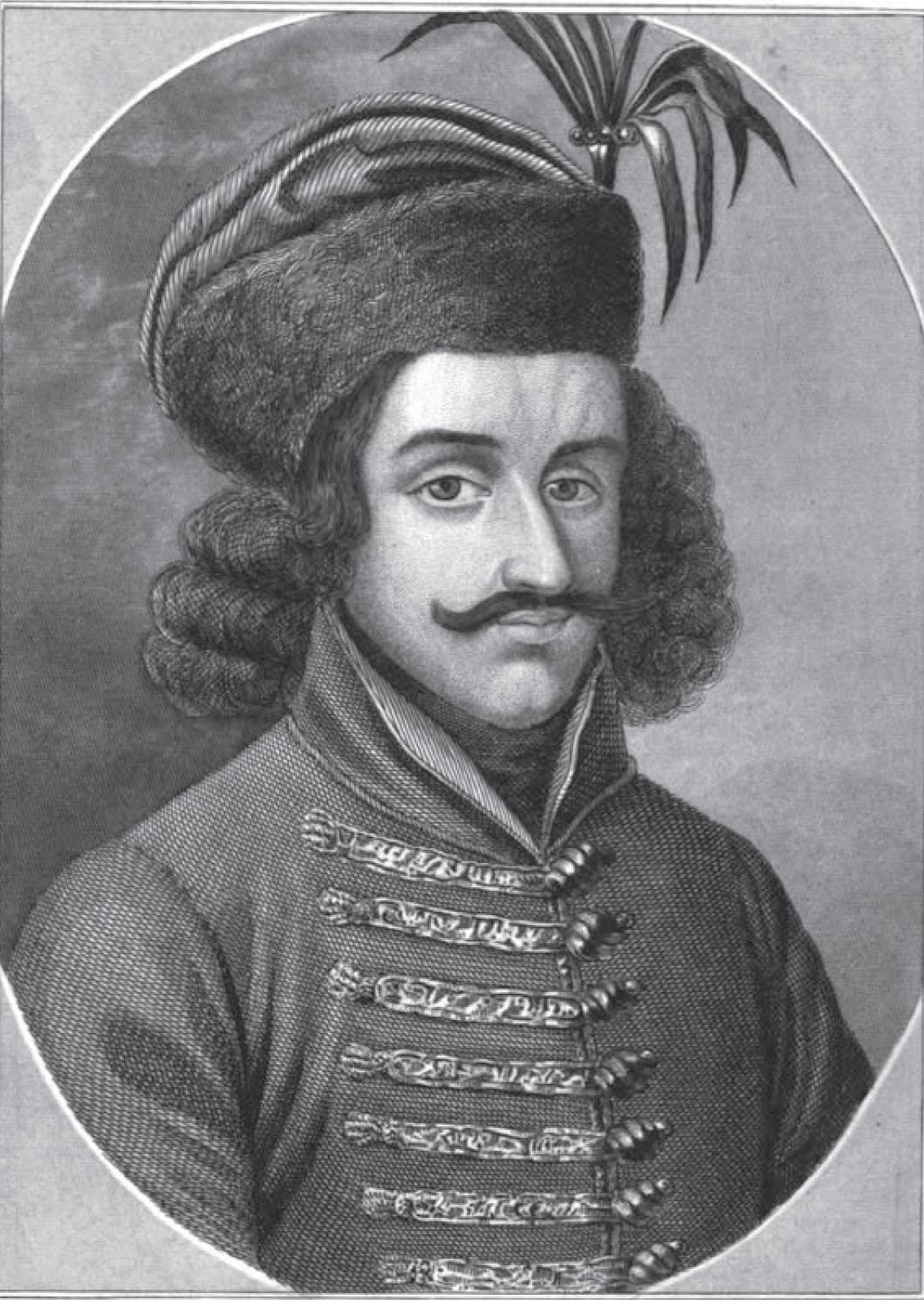
Michael Szilágyi

Michael Szilágyi (ungarisch Szilágyi Mihály; * 1400(?); † 1461 in Konstantinopel) war ein ungarischer Adliger, ungarischer Reichsverweser und Ban von Kroatien, Slowenien und Dalmatien.
Über seine Schwester Erzsébet war Michael Szilágyi verschwägert mit Johann Hunyadi. Während der Belagerung von Belgrad im Jahr 1456 wurde Michael Szilágyi zum Kapitän der Burg ernannt und konnte die Stadt erfolgreich verteidigen. Nach der Hinrichtung von Ladislaus Hunyadi, dem eigentlichen Thronfolger des 1456 verstorbenen Johann Hunyadi, wurde Michael Szilágyi von dessen jüngerem Sohn und Führer der Partei Hunyadis, Matthias, gezwungen, diesen 1457 zum König zu wählen.
Im Januar 1458 wurde er vom jungen König für fünf Jahre zum Regenten ernannt, trat aber bereits im August 1459 zurück. Seine Regentschaft war geprägt vom Streit um Macht und Kompetenzen mit dem König.
1460 wurde er von den Osmanen gefangen genommen und, da er die Verteidigungsanlagen Belgrads nicht verraten wollte, hingerichtet.